# Arabutã
Arabutã là một đô thị thuộc bang Santa Catarina, Brasil. Đô thị này có diện tích 132,232 km², dân số năm 2007 là 3962 người, mật độ 31,9 người/km².